# Georgi Ivanov
Georgi Ivanov, nacido como Georgi Kakalov (Búlgaro: Георги Иванов) (Lovech, 2 de julio de 1940) fue el primer cosmonauta de Bulgaria en el espacio y icono durante la época socialista. Fue miembro de la Asamblea Nacional de Bulgaria en 1990
Nacido en Lovech, Georgi Kakalov asistió a la fuerza aérea militar en la Escuela Dolna Mitropoliya. Después de completar el programa de cinco años, sirvió en el Ejército Nacional de Bulgaria como piloto militar. Unos años más tarde se convirtió en instructor y jefe de una división.
Tan pronto como entró en el programa espacial internacional Intercosmos de la Unión Soviética en 1978, tuvo que cambiar su apellido a Ivanov, debido a que su apellido original Kakalov de vez en cuando tenía connotaciones negativas en ruso. Después de un entrenamiento intensivo, Ivanov fue elegido para la cuarta misión en el marco del programa Intercosmos.
Él, junto con el cosmonauta soviético Nikolai Rukavishnikov, fue lanzado al espacio como parte de la misión Soyuz 33 desde el cosmódromo de Baikonur el 10 de abril de 1979 a las 17:34 (GMT). Aunque el despegue se efectuó sin problemas, la misión fue un desastre, con graves daños del motor, previniendo el acoplamiento en órbita a la Estación espacial Salyut 6 como estaba previsto inicialmente. Un retorno prematuro a la Tierra se convirtió en la única decisión posible para Ivanov y Rukavishnikov. Debido a algunos problemas técnicos adicionales el aterrizaje fue difícil de soportar - más de 9GS. Cuando la Soyuz 33 aterrizó finalmente, fue de 320 km al sureste de Jezkazgan. Completó 31 órbitas, y estuvo en el espacio durante 1 día, 23 horas y 1 minuto.
Ivanov fue concedido el título de Héroe de la Unión Soviética el 13 de abril de 1979. Ivanov obtuvo un doctorado en ingeniería espacial. Fue elegido miembro de la Asamblea Nacional y participó en la creación de la nueva Constitución democrática de la República de Bulgaria.
Desde 1993, Ivanov, ha sido el director ejecutivo de Air Sofia Ltd.
Hasta 1982 Ivanov, se casó con Natalia Rousanova y tuvieron una hija, Ani (n. 1967). Más tarde se divorciaron. Ahora está casado con Lidia y tienen un hijo, Iván (nacido en 1984). Sus pasatiempos incluyen esquí, pesca y golf. Ivanov es un miembro de la ASE - Asociación de Exploradores Espaciales. Fundó la Future in Space Foundation.